# Serapeum

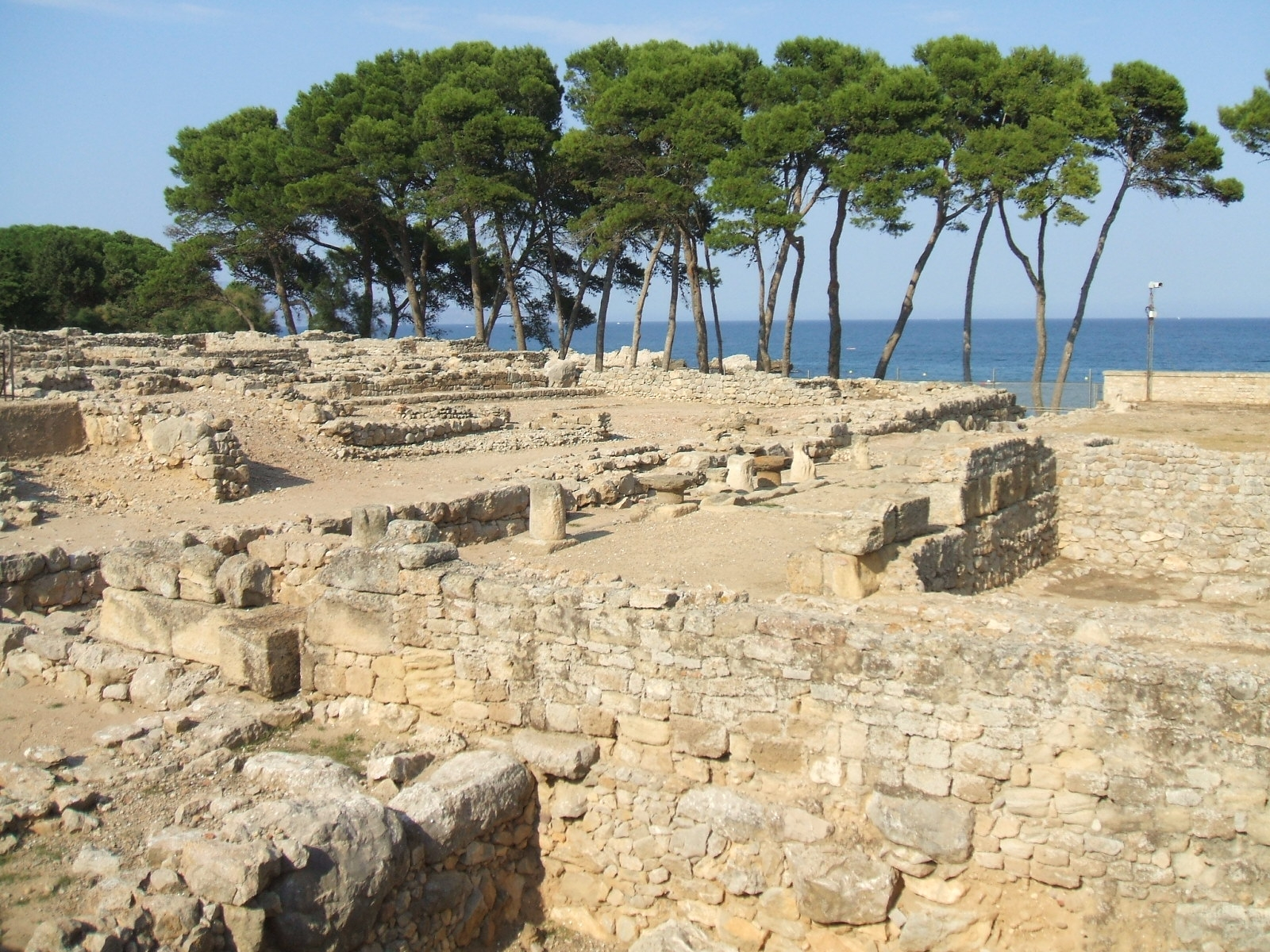
Serapeum de Ampurias, España.

Serapeum (en latín) o serapeión (en griego), o simplemente serapeo, es el nombre dado por los antiguos romanos a los templos de Serapis y especialmente al construido en Alejandría por Ptolomeo I, el denominado Serapeum de Alejandría.
Los egiptólogos dan con preferencia este nombre a los monumentos funerarios de los bueyes Apis, entre los que sobresale el de la necrópolis de Menfis, llamado el Serapeum de Saqqara, que fue descubierto en 1851 por el arqueólogo francés Auguste Mariette.
En tiempo de Arístides el orador (200 a. C.), Egipto contaba cuarenta y tres serapea. Asia, Grecia e Italia tenían igualmente gran número. En Corinto, el culto de Serapis estaba unido al de Isis.